# Закаспийская маринка
Закаспийская маринка (лат. Schizothorax pelzami) — вид лучепёрых рыб из семейства карповых (Cyprinidae). Пресноводная, донно-пелагическая рыба. Вырастает до 36 см в длину.

## Распространение
Встречается на территории Афганистана, Туркменистана и Ирана. Виду присвоен статус «вызывающие наименьшие опасения».

### В Туркменистане
Вид занесён в Красную книгу Туркменистана.
Ранее он обитал в бассейнах рек Мургаб и Теджен и в речках Копетдага (Меаначай, Гызгынчай, Кельтечинар, Янбаш, Арчабиль, Алтыяб, Секизяб, Сумбар). В последние годы обнаружен лишь в реках Кушка, Теджен, Алтыяб и Секизяб. Держится по течению рек в придонных слоях на песчано-галечниковом грунте. В большинстве рек Копетдага был многочисленным видом. В первые годы эксплуатации Тедженского водохранилища являлся одним из основных объектов местного рыбного промысла. С 1990‑х годов численность и ареал значительно сократились. Основные лимитирующие факторы: бесконтрольный вылов, ухудшение экологического состояния малых рек Копетдага. Охраняется в Копетдагском заповеднике.